# Horst Zilleßen
Horst Zilleßen (* 23. Mai 1938 in Jüchen) ist ein deutscher Politikwissenschaftler und Hochschullehrer. Von 1980 bis 1986 war er Präsident der Universität Oldenburg.

## Leben und Wirken
Horst Zilleßen studierte Politikwissenschaft, Wirtschaftswissenschaft und Geschichte an der Universität Köln. Nach seiner Prüfung zum Diplom-Kaufmann und seiner Promotion an der Universität Köln 1970 bei Ferdinand A. Hermens wurde er im gleichen Jahr Leiter des Sozialwissenschaftlichen Instituts der Evangelischen Kirchen in Deutschland (EKD) in Bochum. Während dieser Tätigkeit beschäftigte sich Zilleßen zunehmend mit Fragen der Umweltpolitik. Im Jahre 1980 wurde er zum Präsidenten der Universität Oldenburg gewählt. Dieses Amt hatte er bis 1986 inne. Im Anschluss daran ernannte ihn die Universität Oldenburg 1987 zum Professor für Umweltpolitik und Umweltplanung. 1992 gründete er in Oldenburg das MEDIATOR-Zentrum für Umweltforschung und Umweltmanagement, dessen Leiter bzw. geschäftsführender Gesellschafter er bis 2007 war. Seit 2008 leitete er die MEDIATOR GmbH Berlin. In diesen Funktionen wurde er zu einem führenden Vertreter des Gebiets der Umweltmediation. 
Von seinen zahlreichen Veröffentlichungen sind insbesondere seine Arbeiten über Mediation als Mittel zur Konfliktlösung in der Umweltpolitik hervorzuheben.

## Veröffentlichungen (Auswahl)
- (Hrsg. u. Mitautor): Mehrheitswahlrecht? Beiträge zur Diskussion um die Änderung des Wahlrecht (= Kirche im Volk. Bd. 35). Kreuz-Verlag, Stuttgart 1967
- (Hrsg.): Volk, Nation, Vaterland. Der deutsche Protestantismus und der Nationalismus (= Veröffentlichungen des Sozialwissenschaftlichen Instituts der Evangelischen Kirchen in Deutschland. Bd. 2). 2. Aufl. Mohn, Gütersloh 1970, ISBN 3-579-04056-1.
- Werden Europas Chancen in der Bundesrepublik vertan? Zur politischen Dimension der "Gastarbeiterfrage". In: Die Mitarbeit. Bd. 19 (1970), H. 4. S. 311–331.
- Dialektische Theologie und Politik. Eine Studie zur politischen Ethik Karl Barths (= Kölner Schriften zur politischen Wissenschaft. N.F., Bd. 3). Duncker & Humblot, Berlin 1970.
- Protestantismus und politische Form. Eine Untersuchung zum protestanischen Verfassungsverständnis (= Veröffentlichungen des Sozialwissenschaftlichen Instituts der Evangelischen Kirchen in Deutschland. Bd. 3). Mohn, Gütersloh 1971, ISBN 3-579-04200-9 (zugleich Dissertation Universität Köln).
- Der Kampf der Ökumene gegen den Rassismus (= Das Gespräch. Bd. 94). Jugenddienst-Verlag, Wuppertal 1971, ISBN 3-7795-0094-9.
- Bürgerinitiativen im repräsentativen Regierungssystem. In: Hans Dietrich Engelhardt (Hrsg.): Umweltstrategie. Materialien und Analysen zu einer Umweltethik der Industriegesellschaft (= Veröffentlichungen des Sozialwissenschaftlichen Instituts der Evangelischen Kirchen in Deutschland. Bd. 4). Mohn, Gütersloh 1975, ISBN 3-579-04452-4.
- Energiepolitik - Dialog mit dem Bürger? In: Aus Politik und Zeitgeschichte. Bd. 27 (1977), H. 27, S. 12–19.
- Selbstbegrenzung und Selbstbestimmung. Über die politischen Voraussetzungen für einem Neuen Lebensstil. In: Karl Ernst Wenke (Hrsg.): Neuer Lebensstil - verzichten oder verändern? Auf der Suche nach Alternativen für eine menschlichere Gesellschaft. Westdeutscher Verlag, Opladen 1978, S. 122–166, ISBN 3-531-11426-3.
- Das Antirassismusprogramm des ÖRK und die EKD. In: Zwischen Wachstum und Lebensqualität. Wirtschaftsethische Fragen angesichts der Krisen wirtschaftlichen Wachstums (= Forum Kirche und Gesellschaft. Bd. 1) Kaiser, München 1980, ISBN 3-459-01284-6.
- Alternative Handlungsformen der Kirche in der Stadt. Folgerungen aus dem Beispiel "Berlin-Kreuzberg". In: Die Mitarbeit. Bd. 31 (1982), S. 253–267.
- Die normativen Voraussetzungen der Umweltpolitik. In: Aus Politik und Zeitgeschichte. Bd. 38 (1988), H. 27, S. 3–14.
- (mit Thomas Barbian): Neue Formen der Konfliktregelung in der Umweltpolitik. In: Aus Politik und Zeitgeschichte. Bd. 42 (1992), H. 39/40, S. 14–23.
- Die Modernisierung der Demokratie im Zeichen der Umweltpolitik. In: ders. (Hrsg.): Die Modernisierung der Demokratie. Internationale Ansätze. Westdeutscher Verlag, Opladen 1993, S. 17–39, ISBN 3-531-12408-0.
- (Hrsg.): Mediation. Kooperatives Konfliktmanagement in der Umweltpolitik. Westdeutscher Verlag, Opladen 1998, ISBN 3-531-13112-5.
- Umwelt. Mittels Interessenausgleich nachhaltige Konzepte entwickeln. In: Michael Häupl (Hrsg.): BürgerInnenbeteiligung und politische Partizipation.  Konzepte zur Entwicklung der Demokratie in der Stadt. Promedia, Wien 2002, S. 33–49, ISBN 3-85371-185-5.
- Mediation als Form der Partizipation in der Zivilgesellschaft. In: Gerda Mehta (Hrsg.): Medien und Demokratie. Neue Wege des Konfliktmangements in größeren Systemen. Carl-Auer-Systeme-Verl., Heidelberg 2003, S. 52–65, ISBN 3-89670-402-8.
- Demokratietheoretische Aspekte der Mediation. In: Gerhard Falk (Hrsg.): Handbuch Mediation und Konfliktmanagement. VS Verlag für Sozialwissenschaften, Wiesbaden 2005, S. 83–94, ISBN 978-3-8100-3957-6.
- Demographischer Wandel und Bevölkerungsverschiebungen - Herausforderungen für kooperative Konfliktregelung. In: ders. (Hrsg., mit Stefan Kessen): Wie gestalten wir Veränderungen? Herausforderungen für die Kommunen durch den demographischen Wandel. Lang, Frankfurt am Main 2007, S. 29–44, ISBN 3-631-56208-X.
- Umweltmediation. In: Fritjof Haft u. a. (Hrsg.): Handbuch Mediation. 2. Aufl. Beck, München 2009, S. 729–752, ISBN 978-3-406-57398-9.
- Über den Umgang mit "institutioneller Pubertät". Entwicklungsjahre der Universität 1980–1986. In: Gerhard Harms (Hrsg.): Mehr Lust als Last? Der Gründungsrektor sowie die Präsidentinnen und Präsidenten der Carl von Ossietzky Universität über ihre Herausforderungen und Erfolge 1974–2016. 2. Aufl. BIS-Verlag der Carl von Ossietzky Universität, Oldenburg 2017, S. 61–88, ISBN 3-8142-2363-2.